# Chloroxuron
Chloroxuron ist eine chemische Verbindung aus der Gruppe der Phenylharnstoffe.

## Gewinnung und Darstellung
Chloroxuron kann durch eine mehrstufige Reaktion gewonnen werden: Es wird zuerst p-Chlorphenol mit p-Chloranilin und Kaliumhydroxid umgesetzt; das entstehende Zwischenprodukt 4-Chlor-4-phenoxyanilin liefert mit Phosgen und anschließender Reaktion mit Dimethylamin Chloroxuron.

## Eigenschaften
Chloroxuron ist ein brennbarer farb- und geruchloser, nicht flüchtiger Feststoff, der praktisch unlöslich in Wasser ist. Er zersetzt sich bei Erhitzung. Es wird im Boden relativ schnell abgebaut.

## Verwendung
Chloroxuron wird als Herbizid vorwiegend im Gemüseanbau verwendet. Es wurde 1960 von Ciba-Geigy entwickelt und war in der DDR zwischen 1970 und 1994 und in der BRD zwischen 1971 und 1990 zugelassen.
Die EU-Kommission entschied 2002, Chloroxuron nicht in die Liste der zulässigen Pflanzenschutzmittel-Wirkstoffe aufzunehmen.
In Deutschland, Österreich und der Schweiz sind keine Pflanzenschutzmittel mit diesem Wirkstoff zugelassen.